# Marie Pasteur
Marie Anne Laurent, coneguda com a Marie Pasteur (Clarmont, 15 de gener de 1826 - París, 28 de setembre de 1910), va ser l'esposa, assistent científica i companya de treball del químic i bacteriòleg francès Louis Pasteur.

## Biografia
Marie Laurent era filla d'Amélie Huet i de Laurent Aristide Laurent, rector de la Universitat d'Estrasburg, on Louis treballava com a professor de física i química. S'hi va casar el 29 de maig de 1849, als 23 anys.
Educada en un àmbit intel·lectual, a ella, com a dona, no li era permesa la formació acadèmica reglada, però s'havia formar al costat del seu pare. Un cop casada, aviat es va interessar per les investigacions del seu marit i es va prestar a col·laborar-hi. I, així, va exercir de secretària i redactora en els seus experiments científicsː transcrivint els textos, estudiant els treballs d'altres, llegint les actes de l'Acadèmia de Ciències o  corregint els manuscrits. Va treballar amb ell en el desenvolupament de les seves primeres recerques, al voltant de 1848, sobre les observacions formulades anteriorment per Mitscherlich de les diferents propietats òptiques relatives a la llum polaritzada d'àcid tàrtric procedent dels vins naturals, o dels seus sediments, i quan va ser sintetitzada en un laboratori. Els estudiants i col·legues de Louis Pasteur van reconèixer la importància que ella tingué en el seu treball com a col·laboradora. Emile Roux, cofundador i tercer director de l'Institut Pasteur, afirmava que «Marie Pasteur havia estat el major col·laborador científic de Louis».
Va criar els cucs de seda que necessitava per fer front, per encàrrec del ministre d'agricultura francès, a la malaltia produïda pel fong Nosema bombycis, que amenaçava la producció de seda al sud de França. I també ella es va fer càrrec dels nens que rebrien el  tractament experimental contra la ràbia. Al 1885 un d'aquests nens, mossegat per un gos rabiós, va rebre la vacuna de Pasteur, que li salvaria la vida.
Maria Laurent va impulsar i va contribuir a crear al 1887 l'Institut Pasteur, per «contribuir a la prevenció i el tractament de les malalties, a través de la investigació, l'ensenyament i les accions de salut pública», acte al qual assistí el seu marit, ja molt debilitat. Marie Pasteur es va mudar amb ell al molt il·lustre Institut Pasteur, i va continuar vivint allí després de la seva mort, ja dedicada a reivindicar la seva figura i la seva obra. Marie Pasteur va ser enterrada en la cripta de l'Institut Pasteur a París.
La major part dels seus fills van morir de petits. Només Joan Baptista i Maria Lluïsa van viure fins a adults, i només la segona va tenir fills però cap dels seus fills va tenir descendència.